# تسوباسا أوميكي
تسوباسا أوميكي (باليابانية: 梅木 翼) (مواليد 24 نوفمبر 1998) هو لاعب كرة قدم ياباني.

## وصلات خارجية
- تسوباسا أوميكي على موقع رابطة كرة القدم اليابانية للمحترفين (اليابانية)
- تسوباسا أوميكي على موقع قاعدة بيانات كرة القدم.إي يو (الإنجليزية)
- تسوباسا أوميكي على موقع Soccerway.com (الإنجليزية)
- تسوباسا أوميكي على موقع عالم كرة القدم.نت (الإنجليزية)